# 施泰因海姆
施泰因海姆（德語：Steinheim，發音：[ˈʃtaɪnˌhaɪm] ⓘ）是德国北莱茵-威斯特法伦州代特莫尔德行政区赫克斯特县的城市，面积75.69平方千米，2023年12月31日人口为12,643人。